# (6451) Kärnten
(6451) Kärnten ist ein Asteroid des mittleren Hauptgürtels, der vom deutschen Astronomen Freimut Börngen am 9. April 1991 an der Thüringer Landessternwarte Tautenburg (IAU-Code 033) entdeckt wurde. Beobachtet worden war der Asteroid vorher schon mehrmals, zum Beispiel am Observatorium Tautenberg im Februar 1982 unter der vorläufigen Bezeichnung 1982 DF4.
Die Bahn von (6451) Kärnten wurde 1995 gesichert, so dass eine Nummerierung vergeben werden konnte. Am 7. November desselben Jahres wurde der Asteroid auf Vorschlag von Freimut Börngen nach dem südlichsten Bundesland der Republik Österreich, Kärnten, benannt.